# Bernhard-Harms-Preis

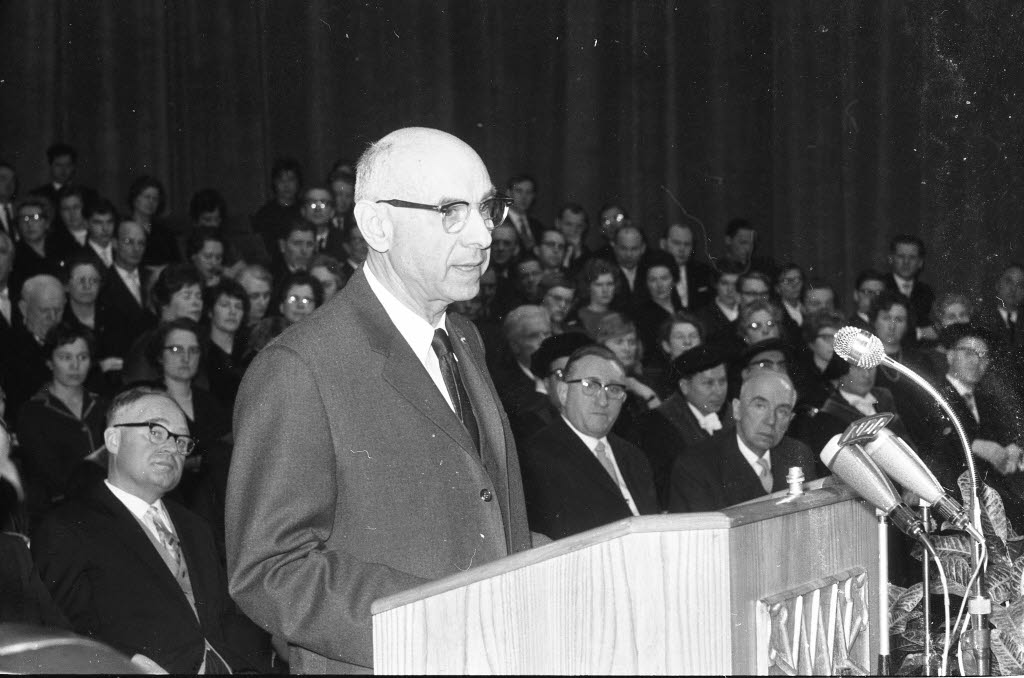
Gerhard Colm hält seine Dankesrede für den Bernhard-Harms-Preis (1964)

Der Bernhard-Harms-Preis ist ein vom Institut für Weltwirtschaft (IfW Kiel) gestifteter und vergebener Preis. Er ist mit 25.000 € dotiert und wird in Erinnerung an den Gründer des Instituts, Bernhard Harms, vergeben. Mit dem Preis sollen hervorragende Forscher auf dem Gebiet der weltwirtschaftlichen Forschung sowie Personen der Wirtschaftspraxis, die mit ihren Beiträgen die weltwirtschaftlichen Beziehungen fördern, geehrt werden.

## Geschichte
Der Bernhard-Harms-Preis wurde erstmals zum 50-jährigen Bestehen des Instituts im Jahr 1964 verliehen. Seitdem wird der Preis alle zwei Jahre in einer Feierstunde vergeben. Die Laudatio der Preisverleihung, die sogenannte Bernhard-Harms-Vorlesung, wird in der Zeitschrift Review of World Economics (vormals Weltwirtschaftliches Archiv) veröffentlicht.

## Preisträger
Der Preis wurde an folgende Wissenschaftler und Persönlichkeiten der Wirtschaftspraxis vergeben.
| Jahr | Preisträger             | Institution                                  |
| ---- | ----------------------- | -------------------------------------------- |
| 2024 | Hélène Rey              | London Business School                       |
| 2023 | Gita Gopinath           | Internationaler Währungsfonds                |
| 2021 | Nicholas Stern          | London School of Economics                   |
| 2018 | Carmen Reinhart         | Harvard University                           |
| 2016 | Marc Melitz             | Harvard University                           |
| 2014 | Abhijit Banerjee        | Massachusetts Institute of Technology        |
| 2012 | Gene Grossman           | Princeton University                         |
| 2010 | Raghuram Rajan          | University of Chicago                        |
| 2008 | Kenneth Rogoff          | Harvard University                           |
| 2006 | Robert Feenstra         | University of California                     |
| 2004 | Maurice Obstfeld        | University of California                     |
| 2002 | Stanley Fischer         | Massachusetts Institute of Technology        |
| 2000 | Jeffrey D. Sachs        | Harvard University                           |
| 1998 | Elhanan Helpman         | Harvard University                           |
| 1996 | Assar Lindbeck          | Institute for International Economic Studies |
| 1994 | Martin Feldstein        | Harvard University                           |
| 1992 | Rudiger Dornbusch       | Massachusetts Institute of Technology        |
| 1990 | Anne O. Krueger         | Duke University                              |
| 1988 | Jagdish Bhagwati        | Columbia University                          |
| 1986 | W. Max Corden           | Australian National University               |
| 1984 | Bela Balassa            | Johns Hopkins University                     |
| 1982 | William Fellner         | Yale University                              |
| 1980 | Erik Lundberg           | Handelshochschule Stockholm                  |
| 1978 | Charles P. Kindleberger | Massachusetts Institute of Technology        |
| 1976 | Harry G. Johnson        | University of Chicago                        |
| 1974 | Fritz Machlup           | Princeton University                         |
| 1972 | Gottfried Haberler      | Harvard University                           |
| 1970 | Wassily Leontief        | Harvard University                           |
| 1968 | Hermann Josef Abs       | Frankfurt/Main                               |
| 1966 | Roy Harrod              | Christ Church College, Oxford                |
| 1964 | Gerhard Colm            | Washington, D.C.                             |